# Referéndum sobre el estatus político de las Islas Marianas del Norte de 1975
El referéndum para convertirse en un estado libre asociado de los Estados Unidos fue una elección celebrada el 17 de junio de 1975 en las Islas Marianas del Norte. La propuesta fue aprobada por el 79% de los votantes. Como resultado, el Congreso de los Estados Unidos aprobó el cambio de estatus el 24 de marzo de 1976.

## Antecedentes
Ya se habían celebrado cuatro referéndums anteriormente, acerca de la integración de las Islas Marianas del Norte con Guam o el estatus político de las islas (en 1958, 1961, 1963 y 1969). En cada ocasión, la mayoría de los votantes de las Islas Marianas del Norte habían estado a favor de la integración con Guam, pero los votantes guameños rechazaron la integración en un referéndum de 1969.
El 20 de febrero de 1975, la Legislatura del Distrito de las Marianas del Norte presentó propuestas para convertirse en un estado libre asociado de Estados Unidos. Se fijó un umbral del 55% a favor para la aprobación del referéndum.

## Resultados
| Elección                             | Votos | %       |
| ------------------------------------ | ----- | ------- |
| A favor                              | 3 945 | 78,82 % |
| En contra                            | 1 060 | 21,18 % |
| Votos válidos                        | 5 005 | 99,92 % |
| Votos nulos                          | 4     | 0,08 %  |
| Total                                | 5 009 | 100 %   |
| Votantes registrados / Participación | 5 379 | 93,12 % |
| Fuente: Direct Democracy             |       |         |